# Empaque estructurado

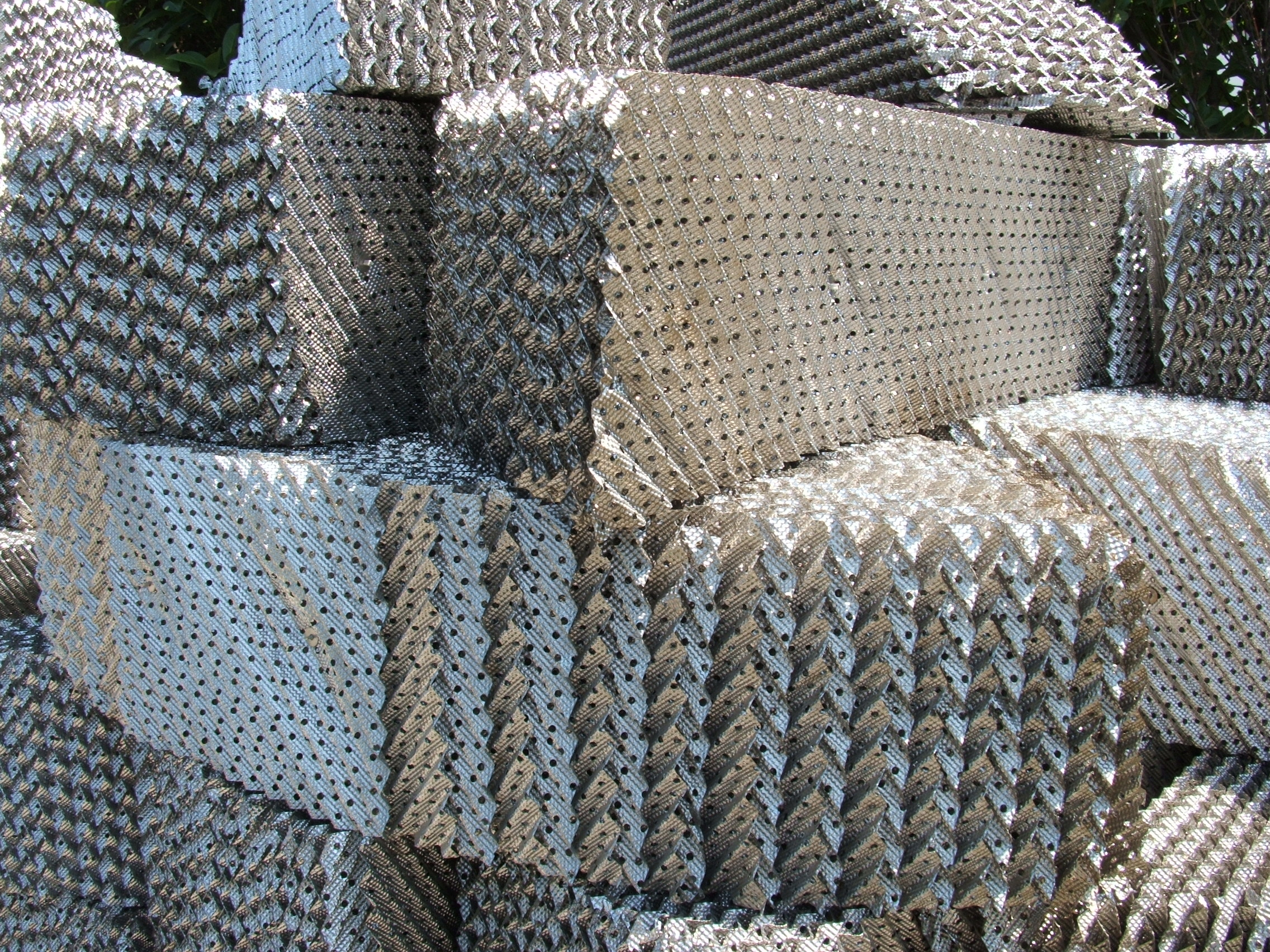
Empaquetadura estructurada para columna de destilación

El término empaque estructurado se refiere a una gama de materiales especialmente diseñados para su uso en columnas de absorción y destilación y reactores químicos. Las empaquetaduras estructuradas generalmente consisten en placas de metal corrugado o gasas delgadas dispuestas de manera que obligan a los fluidos a tomar caminos complicados a través de la columna, creando así una gran área de superficie para el contacto entre las diferentes fases. 
El embalaje estructurado está formado por láminas corrugadas de metal perforado en relieve, plástico (incluido PTFE) o gasa de alambre. El resultado es una estructura de panal muy abierta con canales de flujo inclinados que proporcionan un área superficial relativamente alta pero con muy baja resistencia al flujo de gas. Las mejoras en la superficie se han elegido para maximizar la dispersión de líquidos. Estas características tienden a mostrar importantes beneficios de rendimiento en aplicaciones de baja presión y baja tasa de riego.

## Historia
Los empaques estructurados se han establecido por varias décadas. La primera generación de empaques estructurados surgió a principios de la década de 1940. En 1953, apareció un embalaje patentado llamado Panapak™, hecho de una lámina metálica expandida de forma ondulada. El empaque no tuvo éxito debido a la mala distribución y la falta de buen marketing. La segunda generación apareció a fines de la década de 1950, con empaques de malla de alambre altamente eficientes, como Goodloe™, Hyperfil™ y Koch-Sulzer. Hasta la década de 1970, debido a su baja caída de presión por etapa teórica, esas empaquetaduras fueron las más utilizadas en la destilación al vacío. Sin embargo, el alto costo, la baja capacidad y la alta sensibilidad a los sólidos han impedido una mayor utilización de los empaques de malla de alambre.   
Los empaques estructurados corrugados, introducidos por Sulzer a fines de la década de 1970, marcaron la tercera generación de columnas empaquetadas estructuradas. Estos empaques ofrecen alta capacidad, menor costo y menos sensibilidad a los sólidos, mientras mantienen un alto rendimiento. La popularidad de los envases creció en la década de 1980, particularmente para las renovaciones en plantas petroleras y petroquímicas. Estas empaquetaduras estructuradas, hechas de láminas de metal corrugado, tenían sus superficies tratadas, química o mecánicamente, para mejorar su humectabilidad. En consecuencia, el área húmeda de las empaquetaduras aumentó, mejorando el rendimiento. En 1994, se desarrolló una nueva geometría, llamada Optiflow. Más tarde, en 1999, se desarrolló una estructura mejorada de empaques de láminas corrugadas, MellapackPlus, basada en simulaciones y experimentos con CFD. Esta nueva estructura, en comparación con Mellapak convencional, tiene una caída de presión reducida y la capacidad útil máxima podría extenderse hasta un 50%. 

## Variedades
El embalaje estructurado se fabrica en una amplia gama de tamaños variando la altitud de engarzado. La superficie de empaque varía de 50 m²/m³ (eficiencia más baja, capacidad más alta) a 750 m²/m³ (eficiencia más alta, capacidad más baja). 

## Aplicaciones
Las aplicaciones típicas incluyen fraccionadores de vacío y petróleo crudo atmosférico, fraccionadores principales FCC y contactores TEG. La separación de mono, di y trietanolamina, realizada al vacío, también puede utilizar empaquetamiento estructurado, debido a su caída de presión relativamente baja. El fraccionamiento de aceite alto, el proceso de separación de ácidos grasos de los ácidos de colofonia y la brea obtenida como un subproducto del proceso Kraft de fabricación de pulpa de madera, también utiliza empaquetamiento estructurado. El empaque también encuentra uso en la fabricación de monómero de estireno y la deshidratación de glicol en el procesamiento de gas natural.
El embalaje estructurado también encuentra uso en los equipos/procesos a continuación: 
- Separación de aire[3][4]
- Separación de ciclohexanona/ciclohexanol
- Divisores de xileno
- Absorbedores de CO2
- Absorbedores de H2S
- Absorbentes de óxido de etileno
- Absorbedores de acrilonitrilo
- Productos químicos oleo
- Productos químicos finos

## Ventajas
El embalaje estructurado ofrece las siguientes ventajas en comparación con el uso de embalajes y bandejas aleatorias: 
- Baja caída de presión[2][5]
- Mayor eficiencia (dada la misma altura de la torre)
- Mayor capacidad
- Reducción de retención de líquido

## Desventajas
El embalaje estructurado ofrece las siguientes desventajas en comparación con el uso de embalajes y bandejas aleatorias: 
- Costo[5]
- Mayor sensibilidad a la mala distribución